# يان هالاند
يان هالاند (بالنرويجية البوكمول: Jan I. Haaland)‏ هو بروفيسور واقتصادي نرويجي، ولد في 18 فبراير 1956.